# Confederación Prusiana

La confederación prusiana se ofreció a incorporar Prusia al Reino de Polonia, 1454, Archivos Centrales polacos de Registros Históricos

La Confederación de Prusia o Confederación prusiana (en alemán: Preußischer Bund, en polaco: Związek Pruski), también Liga de Prusia, de su verdadero nombre «Liga contra la violencia» (Bund vor Gewalt), fue una organización creada el 21 de febrero de 1440 en Marienwerder por un grupo de 53 nobles y clérigos y de 19 ciudades prusianas, para oponerse a la autoridad tiránica y arbitrariedad de los Caballeros teutónicos. Estaba basada en una organización anterior similar, la Unión de Lagarto, establecida en 1397 por nobles de la ciudad de Chełmno.  Los confederados se comprometían a «ayudarse mutuamente en fidelidad para ... rechazar la violencia y los abusos que ocurrieron en el pasado».
En 1454, el líder de la Confederación, Johannes von Baysen (Jan Bażyńesquí), pidió formalmente al rey Casimiro IV Jagellón, la incorporación de Prusia al reino de Polonia como feudo. Esto marcó el inicio de la guerra de los Trece Años entre los Estados de la Orden y el de Polonia, financiando las ciudades prusianas a los polacos.

Es Estado teutónico hacia 1410

La partición de Prusia en 1466

## Contexto
Según la Primera Paz de Thorn de 1411, suscrita tras la derrota de los caballeros teutónicos en la batalla de Grunwald, la Orden teutónica tenía que pagar cuantiosas indemnizaciones al reino de Polonia que pusieron a su estado al borde de la bancarrota. El Estado monástico impuso altos impuestos a las castellanías (Kastellanei) y ciudades para recaudar esos fondos, además de para rearmarse para una nueva guerra frente a los polacos. Fue entonces cuando los delegados de las provincias demandaron un derecho de escrutinio sobre los asuntos del estado: pero, aparte de algunas concesiones, fueron rechazados categóricamente.
En los años 1420, el gran maestre Paul von Rusdorf llevó estabilidad a la Orden, pero la lucha con Polonia se reanudó en 1431, cuando la invasión teutónica a Polonia durante la Guerra civil lituana (1432-1438) desencadenó una nueva guerra polaco-teutónica.

## Establecimiento
Después de aproximadamente tres décadas de creciente descontento, los dirigentes prusianos se organizaron para oponerse más eficazmente a la Orden. El 14 de marzo de 1440, un grupo de 53 nobles y clérigos y de 19 ciudades prusianas, bajo el liderazgo de las ciudades hanseáticas de Danzig (Gdańsk), Elbing (Elbląg), Thorn (Toruń) y Königsberg (Królewiec), fundaron la Confederación Prusiana en la ciudad de Marienwerder (Kwidzyn). Muchas más ciudades se unieron a ella el 3 de abril, aunque no lo hizo Bütow (Bytów). En Danzig, los nuevos miembros firmaron un documento que fue custodiado en los archivos de Thorn.
Después de que el gran maestre Paul von Rusdorf muriera en 1441, con la elección en 1441 de Konrad von Erlichshausen (r. 1441-1449), los campesinos de Ermland, inspirados por la oposición de las ciudades, se levantaron. La rebelión fue reprimida por los caballeros teutónicos. Konrad continuó negociando un compromiso con las ciudades hasta su propia muerte en 1449. Su sobrino y sucesor designado, Ludwig von Erlichshausen (r. 1450-1467), adoptó una actitud más agresiva hacia la confederación e intentó buscar la complicidad del papa y del emperador del Sacro Imperio Romano  para desmantelar la liga alegando su ilegalidad. Presentó una demanda en la corte del Emperador Federico III, y aunque en 1441 el mismo emperador ya había reconocido a la Liga, el 1 de diciembre de 1453, revocó su decisión y declaró ilegal a la confederación.

## Guerra de los Trece Años

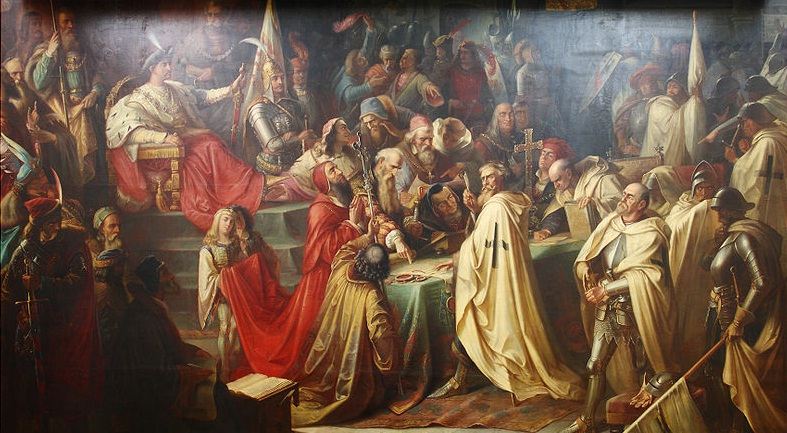
La Segunda Paz de Torun. Obra de Marian Jaroczyński (1873).

Al poco, la Liga de Prusia destituyó al gran maestro de su posición de protector de los súbditos del Estado y declaró el 4 de febrero de 1454  la guerra a los caballeros teutónicos. El 6 de marzo, Gabriel von Baysen y Johannes von Baysen, ahora al frente de la confederación con el apoyo de Jan de Jani y Mikołaj Szarlejski, ambos del clan de Ostoja, pidieron la protección del rey Casimiro IV Jagellón de Polonia. Pidieron también, y recibieron la garantía, de que se respetarían los derechos de las ciudades y los privilegios nobiliarios.
La posterior guerra de los Trece Años (1454-1466) vio como los confederados y sus aliados polacos tardaron varios años antes de que pudieran preocupar seriamente a los caballeros teutónicos. Pero el tiempo iba contra estos últimos, que debieron acceder a firmar el Segunda Paz de Thorn en 1466. La Orden perdió el control de Prusia Occidental y las ciudades prusianas, libres de la autoridad de los teutónicos, formaron como Prusia Real, una unión personal con el rey de Polonia, con derechos locales de autonomía. Stibor de Poniec, del clan de Ostoja, fue nombrado señor de Malbork. Los caballeros teutónicos retuvieron Prusia oriental, pero solo bajo la autoridad del rey polaco. La Confederación, con sus miembros ahora prácticamente divididos, dejó de existir como tal.

## Consecuencias
Polacos y teutónicos acordaron buscar la confirmación de la Segunda Paz de Thorn tanto por parte del emperador Federico III como del papa Paulo II, pero también se mostraron de acuerdo en que esa confirmación no era necesaria para validación del tratado. Poco después, sin embargo, una disputa sobre el estatus del principado-obispado de Warmia desencadenó un conflicto más pequeño llamado la Guerra de los Sacerdotes.

## Ciudades participantes
Las ciudades fundadoras de la Confederación prusiana el 14 de marzo de 1440 fueron (el nombre en alemán, entre paréntesis en polaco):
- Thorn (Toruń) incluyendo la Ciudad Nueva
- Culm (Chełmno)
- Elbing (ElbląG) incluyendo la Ciudad Nueva
- Danzig (Gdańsk)
- Braunsberg (Braniewo)
- Königsberg (Królewiec), incluyendo Kneiphof (Knipawa) y "Ciudad Vieja"
- Graudenz (Grudziądz)
- Strasburg
- Neumark
- Löbau
- Rehden
- Wehlau (Znamensk)
- Allenburg (Druzhba)
- Zinten (Kornevo)
- Heiligenbeil (Mamonovo)
- Landsberg (Górowo Iławeckie)

Ciudades que se unieron a la Confederación el 3 de abril de 1440:
- Mewe (Gniew)
- Altstadt De Danzig
- Neuenburg
- Lauenburg
- Leba (Łeba)
- Hela (Hel)
- Putzig (Puck)